# Медаль «За отличие в БНА»
Медаль «За отличие в БНА»  учреждена 28 мая 1974 г. Ею награждались младшие офицеры и сверхсрочнослужащие сержанты за достигнутые успехи в служебной деятельности и обучении, подготовке и воспитании личного состава.